# Силы защиты родины (Швеция)
Шведский королевский хеймвер (Hemvärnet) — вспомогательные войска Шведских королевских вооружённых сил. Существуют с 1940 года.

## Организационная структура
Хеймвер состоит из 4 округов (militärregionen):
- Северный округ (Norra militärregionen)
  - Лапландская егерская группа (Lapplandsjägargruppen);
  - Вестернорландская группа (Västernorrlandsgruppen);
  - Норботтенская группа (Norrbottensgruppen);
  - Вестерботтенская группа (Västerbottensgruppen);
  - Фельдъегерская группа (Fältjägargruppen);
- Центральный округ (Mellersta militärregionen);
  - Лейб-гвардейская группа (Livgardesgruppen)
  - Уппландско-Вестманландская группа (Upplands- och Västmanlandsgruppen);
  - Сёдертёрнская группа (Södertörnsgruppen);
  - Сёдерманландская группа (Södermanlandsgruppen);
  - Даларнская группа (Dalregementsgruppen);
  - Евлеборгская группа (Gävleborgsgruppen);
- Южный округ (Södra militärregionen)
  - Сконская группа (Skånska gruppen);
  - Лейб-гренадёрская группа (Livgrenadjärgruppen);
  - Кальмарская и крунобергская группа (Kalmar- och Kronobergsgruppen);
  - Блекингская группа (Blekingegruppen);
  - Северно-Смоландская Группа (Norra Smålandsgruppen);
- Западный округ (Västra militärregionen)
  - Эльфсборгская группа (Elfsborgsgruppen);
  - Эребро-Вермландская группа (Örebro-Värmlandsgruppen);
  - Скараборгская группа (Skaraborgsgruppen);
  - Бохусдальская группа (Bohusdalgruppen);
  - Халландская группа (Hallandsgruppen);

Округа
Каждый округ состоит из: 
- одной группы состоящей из четырёх батальонов, каждый из которых состоял из
  - двух стрелковых рот (hemvärnsinsatskompaniet), оснащены микроавтобусами «Mercedes-Benz Sprinter 316», ранее микроавтобусами «Volvo C303», гусеничными вездеходами «Bv 206» и автоматами «HK G3», пулемётные отделения — пулемётами «FN MAG», гранатомётчики — РПГ «m/18» и «m/86»);
  - одной охранной роты (hemvärnsbevakningskompaniet);
  - одного миномётного взвода (hemvärnsgranatkastarplutonen);
  - одной разведывательной роты (hemvärnsunderrättelsekompaniet);
  - подразделений поддержки: одного взвода связи (hemvärnstrafikplutonen), одного инженерного взвода (hemvärnspionjärplutonen), одного отделения материально-технического снабжения (hemvärnsTOLO-gruppen), одного взвода взвода РХБ-защиты (hemvärns-CBRN-plutonen);
- двух групп состоящих из двух батальонов, каждый из которых состоял из
  - двух стрелковых рот (hemvärnsinsatskompaniet);
  - одной охранной роты (hemvärnsbevakningskompaniet);
  - подразделений поддержки: одного инженерного взвода (hemvärnspionjärplutonen) и одного отделения материально-технического снабжения (hemvärnsTOLO-gruppen);
- двух групп состоящих из одного батальона, каждый из которых состоял из
  - двух стрелковых рот (hemvärnsinsatskompaniet);
  - одной охранной роты (hemvärnsbevakningskompaniet);
  - подразделений поддержки: одного лодочного взвода (hemvärnsbåtplutonen) и одного воздушного отделения (hemvärnsflyggruppen);

## Связанные организации
- Молодёжь хеймвера (Hemvärnsungdom);
- Национальный союз женских корпусов Швеции (Riksförbundet Sveriges lottakårer);
- Корпус зеевера (Sjövärnskåren);
- Воздушный корпус (Frivilliga Flygkåren);
- Мотоциклетный корпус (Frivilliga Motorcykelkåren);
- Радиоорганизация (Frivilliga Radioorganisationen).